# 切尔尼戈夫卡村委员会
切尔尼戈夫卡村委员会（俄语：Черниговский сельсовет）是俄罗斯联邦阿穆尔州阿尔哈拉区所属的一个村委员会。其下辖有8个居民点，行政中心为切尔尼戈夫卡。据2016年统计，该村委员会的人口为357人。